# Taniperla
Taniperla es una localidad del estado mexicano de Chiapas. Es parte del municipio de Ocosingo.

## Demografía
| Gráfica de evolución demográfica |
|                                  |

| Censo | Población |
| ----- | --------- |
| 1980  | 478       |
| 1990  | 1 193     |
| 2000  | 1 282     |
| 2010  | 2 106     |
| 2020  | 2 452     |